# Phalgea melaptera
Phalgea melaptera är en stekelart som beskrevs av Wang 1989. Phalgea melaptera ingår i släktet Phalgea och familjen brokparasitsteklar. Inga underarter finns listade i Catalogue of Life.